# Lúčka (district de Svidník)
Pour les articles homonymes, voir Lúčka.
Lúčka est un village de Slovaquie situé dans la région de Prešov.

## Histoire
Première mention écrite du village en 1401.

## Démographie

### Évolution de la population
| Année:               | 1994. | 2004.    | 2014.   | 2024.   |
| -------------------- | ----- | -------- | ------- | ------- |
| Nombre de personnes: | 477   | 531      | 519     | 507     |
| Différence:          |       | +11,32 % | -2,25 % | -2,31 % |

| Année:               | 2023. | 2024.   |
| -------------------- | ----- | ------- |
| Nombre de personnes: | 514   | 507     |
| Différence:          |       | -1,36 % |